# Свистун (музыкант)
Станислав Николаевич Сёминский (бел. Станiслаў Мiкалаевiч Сёмiнскi), более известный как Свистун — гродненский уличный музыкант, известный оригинальной техникой игры на листьях.

## Биография
Родился 18 августа 1940 года в деревне Цвикличи Гродненского района.
Технике игры на листьях его обучил соседский старик, и уже к 10 годам мальчик умел с лёгкостью исполнять несколько мелодий(играл на липе), а несколько лет спустя мог исполнить на листьях почти любую композицию. Отмечается, что ещё в начале XX века техника игры на листьях была широко распространена в сельской местности, однако к настоящему времени она почти утрачена.
Кроме листьев Станислав также умел играть на баяне. После армии подрабатывал музыкантом на свадьбах. Долгое время работал строителем. Изначально он исполнял музыку исключительно для себя, друзей и коллег на стройке. После распада СССР начал выступать на улицах Гродно, и вскоре уличные выступления стали его постоянным родом деятельности.
Наиболее подходящими для насвистывания мелодий Станислав считал листья липы, которые в тёплое время года обычно собирал по дороге к «точке». По его словам, именно лист этого дерева наиболее ярко передаёт мелодии. В репертуар Станислава входили мелодии романсов, детских песен из мультфильмов и классических музыкальных произведений, таких как полонез Огинского.
К концу 1990-х Свистун уже был широко известным музыкантом на гродненских улицах. В 1999 году его пригласил выступить на своём концерте в гродненском медицинском институте рок-музыкант Сергей Финский. Станислав намеревался играть бесплатно, однако в итоге получил за выступление гонорар. После этого он несколько раз выступал на концертах и у других артистов.
В начале 2000-х друг прислал Станиславу приглашение поехать выступать в Копенгаген, где перед ним с учётом оригинальности его жанра могли открыться более широкие перспективы, однако свистун порвал приглашение, не решившись покинуть родной город.
Станислав играл на улице в любую погоду, обычным местом его выступлений была Советская площадь вблизи Фарного костёла и подземный переход вблизи неё, летом он также выступал в близлежащем сквере. К середине 2010-х свистун стал «городской легендой», «живой достопримечательностью Гродно». О нём ходило много различных слухов, в частности, о его участии в чемпионатах по художественному свисту, что сам музыкант отрицал. Говорили также, что за доход от выступлений ему удалось купить машину, однако, по словам самого Свистуна, милостыни хватало исключительно на еду. По словам музыканта, в 2017 году его средний заработок в день составлял около 10 белорусских рублей. Больше удавалось заработать во время музыкальных фестивалей, во время одного из которых в один из дней заработанная сума превысила 200 рублей. Однако основной целью своей игры на листьях он называл не заработок, а само творчество, позволявшее прочувствовать гармонию города и природы, отмечая, что играет исключительно для слушателей.
Большинство горожан хорошо относились к уличному музыканту, однако находились и противники его деятельности. Так, один из гродненцев однажды распылил в лицо Свистуну баллончик. Также у него возникали недопонимания с органами правопорядка, хотя обычно милиция относилась к нему лояльно и не мешала его выступлениям.
По словам гродненцев, во второй половине 2010-х Станислав стал чаще появляться на публике выпившим, однако денег на алкоголь он никогда не просил.
Станислав стал задумываться о передаче опыта игры на листьях молодому поколению, к нему неоднократно подходили с просьбой научить их этому искусству, однако никто из них не усвоил технику игры. В августе 2020 года Свистун с сожалением отметил, что никто так и не перенял его опыт.
Всю жизнь Свистун прожил в своей гродненской квартире один. В 2020 году он стал жертвой кражи, в результате которой пропали все его сбережения и паспорт, без которого он не мог получать пенсию. Станислав остался без каких-либо средств к существованию, к тому же, у него начались проблемы с памятью. Помощь ему оказывали соседи, снабжавшие его продуктами и одеждой. В январе 2021 года Станислав попал в больницу и через несколько дней умер. Найти каких-либо его родственников не удалось. Похоронен спустя месяц на гродненском кладбище «Аульс».

## Память
Весной 2022 года на могиле Станислава был поставлен памятник: на надгробье изображена фотография Свистуна, играющего на листьях на Советской площади на фоне Фарного костёла, основание памятника стилизовано под брусчатку улиц старого Гродно, на которой лежит каменный липовый листок — любимый музыкальный инструмент Свистуна. От горожан также поступала инициатива об установке памятника Свистуну в центре Гродно, там, где он обычно играл.